# Euselasia illarina
Euselasia illarina is een vlindersoort uit de familie van de prachtvlinders (Riodinidae), onderfamilie Euselasiinae.
Euselasia illarina werd in 1998 beschreven door Hall, J, Willmott & Busby.